# Arbeitsgemeinschaft Amateurfunkfernsehen
Die Arbeitsgemeinschaft Amateurfunkfernsehen e. V. (AGAF) war ein Fachverband für Bild- und digitale Datenkommunikation im Amateurfunk.
Der gemeinnützige Verein mit Sitz in Berlin diente Funkamateuren, die sich speziell für Amateurfunkfernsehen (ATV von englisch amateur television) interessieren, also für Bildübertragung mithilfe analoger oder digitaler Datenübertragungsverfahren. Zweck des Vereins war die Förderung und Pflege dieser speziellen Amateurfunkbetriebsarten sowie der Schutz und die Wahrung der Interessen der Funkamateure, die sich hierfür interessieren und diese nutzen. Insbesondere förderte die AGAF jugendliche Interessierte und gab ihnen die Möglichkeit, sich mit historischen Verfahren und neuesten Techniken vertraut zu machen.
Die AGAF gab bis Ende 2019 die vierteljährlich erscheinende Zeitschrift Der TV-AMATEUR heraus, die sich diesen Themen widmete, insbesondere dem Amateurfunkfernsehen, aber auch dem Fernseh-Fernempfang, dem Satellitenempfang, der Videotechnik und weiteren Bild- und Schriftübertragungsverfahren (BuS), wie beispielsweise dem Hellschreiber, Fax oder Slow Scan Television (SSTV). Mitglieder der AGAF erhielten das Journal kostenlos. Für Nichtmitglieder war der Bezug einzeln möglich. Seit März 2024 kann man den TV-AMATEUR-Archivbestand über die Website des DARC e.V. als einzelne PDF-Dateien herunterladen.
Der eingetragene Verein „AGAF e.V.“ wird nach Beschluss der letzten Mitgliederversammlung vom 4. März 2023 in Haan aufgelöst. An ATV Interessierte sind dazu aufgerufen, beim neu geschaffenen AGAF-Referat im DARC e.V. mitzuarbeiten. Die AGAF kooperierte mit anderen Amateurfunkvereinigungen gleichen Interessengebiets im In- und Ausland, beispielsweise dem British Amateur Television Club (BATC). Dies diente neben dem Wissens- und Erfahrungsaustausch in erster Linie auch der internationalen Völkerverständigung.
Die AGAF war Mitglied des Runden Tischs Amateurfunk.